# 질 타운젠드
질 타운젠드(Jill Townsend, 1945년 1월 25일 ~ )는 미국의 배우이다.

## 영화
- 공포의 피라밋 (1980년)
- 명탐정 등장 (1976년) - 미시즈 홈즈 역